# Agrilus granulatus
Agrilus granulatus är en skalbaggsart som först beskrevs av Thomas Say 1823.  Agrilus granulatus ingår i släktet Agrilus och familjen praktbaggar.

## Underarter
Arten delas in i följande underarter:
- A. g. granulatus
- A. g. liragus
- A. g. populi
- A. g. mojavei